# Обична кукавица
Обична кукавица, раније позната и под називом европска кукавица (лат. Cuculus canorus), птица је из реда кукавица (Cuculiformes). Настањује области северне Африке и Евроазије од Португалије и Ирске на западу, до Јапана и Камчатке на истоку. По величини се може поредити са гугутком, а перје јој је углавном сиво. Поред специфичног звука који производи који звучи као „ку-ку“, врста је општепозната и по паразитирању гнезда других птица.

## Опис
Обична кукавица има распоном крила од 55 до 60 цм, дужину тела од 32 до 34 цм и тежину 110—140 грама (мужјак) и 95—115 грама (женка). По величини се може поредити са гугутком, али је нешто виткије грађе. Крила обичне кукавице су шиљата, а заобљени реп је дуг 13 до 15 цм. У лету подсећа на обичног копца, али има шиљатије завршетке крила. Док седи, изгледа као да има кратке ноге, реп често лепезасто шири а благо раширена крила помало висе.
Ова врста има два варијетета. Поред разлике у боји перја (код једног варијетета је сивље, а код друге боје рђе), разликују се и по боји ириса, обруба око очију и базе кљуна. Та боја је код сиве варијанте светложута, док је код рђасте светлосмеђа. Код оба варијетета ноге су жуте, а кљун, осим код корена, рожнато сив.

## Станиште и распрострањеност
Кукавице живе у свим климатским областима западне палеоарктичке зоне, у култивисаним областима, као и у биотопима изнад и северно од границе шума, дина уз морску обалу и у готово свим животним срединама између тих области. Нема их у арктичким тундрама и пространим густим шумама. При томе је одлучујуће присуство птица које обична кукавица при гнежђењу користи као домаћине за своја јаја. У Швајцарској је доказано да се обична кукавица може наћи до висине од око 2.400 м, а у Индији у изузетниом околностима живи и на висини од 5.250 м. У областима које настањује мора бити довољно разноврсних структура као што су травњаци, живице, појединачна стабла, а честа је и у рубним зонама градова.
Северна граница станишта кукавица оквирно се поклапа са северним поларним кругом, а јужна досеже до Хималаја односно, до око 40. степена географске ширине.

## Сеоба
Кукавице се селе на велике раздаљине, пре свега ноћу. Њихова зимовалишта се налазе јужно од екватора, а предност дају областима уз водене токове или саванама с бројним стаблима акација. Одрасле и младе птице напуштају средњу Европу почетком августа, а углавном се враћају током друге половине априла.[
Време повратка везано је за географску ширину, па у јужну Европу кукавице стижу већ у марту, а у Скандинавију тек почетком јуна.